# Arquidiocese de Portoviejo
A Arquidiocese de Portoviejo (Archidioecesis Portus Veteris) é uma circunscrição eclesiástica da Igreja Católica no Equador. É uma arquidiocese latina, sede metropolitana da província eclesiástica de Portoviejo.

## História

### Início
Em 24 de setembro de 1535, a igreja construída em Portoviejo pelo frade mercedário Miguel de Santa María foi colocada sob o patrocínio de Nossa Senhora das Mercês. A missão naquelas terras dependia da Diocese de Cusco desde 1538. Tornou-se então dependente de Quito quando este distrito foi elevado a bispado em 1545. 
A Diocese de Quito foi segregada em diferentes bispados, de modo que o território que inicialmente lhe pertencia passou a depender, a partir de 1763, da Diocese de Cuenca. Em 1838, Guayaquil tornou-se uma diocese, e Manabí passou a depender dessa nova sede.

### Diocese
Por recomendação do Presidente do Equador, Gabriel García Moreno, a Diocese de Portoviejo foi erigida em 23 de março de 1870 pela bula Multiplices inter do Papa Pio IX, obtendo o território da Arquidiocese de Quito e da Diocese de Guayaquil (hoje arquidiocese). Originalmente era sufragânea da Arquidiocese de Quito. O então delegado apostólico Serafino Vannutelli, arcebispo titular de Nicéia, recebeu o mandato de Pio IX para completar a ereção da nova diocese.
Em 6 de março de 1871, foi eleito Luis Tola y Avilés, que tomou posse como primeiro bispo da diocese em 18 de junho de 1871. Os inícios da nova diocese foram muito difíceis. Tola y Avilés sofreu sérios problemas de saúde e permaneceu na liderança efetiva da diocese por apenas alguns dias. Em 1875 apresentou sua primeira renúncia, mas em 1878 o Papa Pio IX o autorizou a dirigir a diocese de sua casa em Guayaquil e a exercer funções pontifícias em sua capela particular. A diocese foi confiada ao seu vigário geral. Era uma situação pastoral desastrosa: a população não dava atenção aos preceitos cristãos, a superstição e o espiritismo eram generalizados, a moralidade era inaceitável e havia falta de igrejas, escolas e faculdades. Entretanto, em 1871 iniciou a construção da catedral e fundou o colégio conciliar de San Luis Gonzaga. Luis Tola y Avilés renunciou pela segunda vez em 1881 e sua renúncia foi posteriormente aceita. O clero nativo, no início da diocese, era composto por dois padres, Vicente Loor e José María Aragundi.
O sucessor de Tola e Avilés foi Pedro Schumacher, que em 1885 encontrou uma diocese ainda sem seminário, sem a presença de ordens religiosas e com apenas sete padres diocesanos que deveriam servir 24 paróquias. Por esta razão, ele se lançou numa obra de desenvolvimento da diocese. Em dezembro de 1886, ele fundou dois seminários, Maior e Menor, em um terreno de 25 quarteirões que ele comprou em 1885. Ele também construiu a Ponte San José em 1886.
Schumacher convidou ordens religiosas na Europa e nos Estados Unidos para acabar com a escassez crônica de clérigos devidamente treinados, entre os quais estavam: os beneditinos, os franciscanos suíços, as Filhas da Caridade (cuja superiora era a irmã Gertrudes, irmã gêmea do bispo); aos Capuchinhos da Espanha, aos Missionários da Sociedade Ilustrativa da Itália, aos Dehonianos e Franciscanos da França e da Alemanha, aos Missionários do Verbo Divino. Também congregações religiosas como os Marianitas, Matovelle e os padres e irmãs da Sociedade do Divino Salvador (Salvatorianos), que chegaram em 1893 e partiram em 1895 devido à perseguição liberal.
A revolução liberal varreu tudo o que o bispo Schumacher havia laboriosamente construído: seminários foram demolidos até as fundações, faculdades foram convertidas em escolas públicas, igrejas foram destruídas. As ordens religiosas foram expulsas do país e o próprio bispo, que pertencia à Congregação da Missão, foi forçado ao exílio na Colômbia.
Após a morte do bispo Schumacher, foi nomeado um administrador apostólico, Vincent Loor, que era, no entanto, idoso, surdo-mudo e sem rendimentos devido aos confiscos que sofrera. A vasta diocese tinha apenas quatro padres, sem religiosos ou religiosas, até 1908. Em 1907, quando Juan María Riera foi eleito bispo, seria necessário começar do zero para refundar a diocese. Isso também não foi possível, pois o bispo, devido ao veto do governo, teve que se contentar em dirigir a Diocese de Quito, sem poder residir ali. Quatro anos depois, ele foi transferido para a Diocese de Guayaquil. Surgiu assim uma longa vacância que não terminaria até 1947. Não houve párocos permanentes na diocese até 1936.
Em 14 de dezembro de 1945, a diocese cedeu uma parte de seu território para a ereção da prefeitura apostólica de Esmeraldas (hoje vicariato apostólico de Esmeraldas) por meio da bula Ad dominicum gregem do Papa Pio XII.
Nicanor Gavilanes Chamorro, bispo da diocese entre 1947 e 1967, foi quem decidiu construir a segunda catedral em frente ao Parque Eloy Alfaro, onde se encontra atualmente.
Em 22 de janeiro de 1956, passou a fazer parte da nova província eclesiástica da Arquidiocese de Guayaquil.

### Arquidiocese
Em 25 de fevereiro de 1994, foi elevada à categoria de arquidiocese metropolitana pela bula Maiori spirituali do Papa João Paulo II. José Mario Ruiz Navas, que serviu como bispo de Portoviejo, tornou-se seu primeiro arcebispo.
Durante o mandato de Mario Ruiz Navas foi realizada a construção do Seminário Maior de San Pedro, inaugurado em 5 de outubro de 1992, a reconstrução e dedicação da catedral em 1993, a fundação nesse mesmo ano da "Rádio Católica Manabí" - que ele confiou aos padres paulinos - e a criação do Instituto Superior Tecnológico de Ciências Religiosas e Educação em Valores de San Pedro em 2004.
Durante o mandato de Lorenzo Voltolini , vigários zonais foram nomeados para melhor cuidado pastoral, e o capítulo da catedral foi criado com a permissão da Santa Sé.
No dia 29 de maio de 2009, em cerimônia solene na Catedral Metropolitana de Portoviejo, foi enviada a primeira equipe missionária ad gentes, destinada a trabalhar no Vicariato Apostólico de Puyo.
Em 12 de março de 2011, por ocasião do 476º aniversário da fundação de Portoviejo e do 141º aniversário da fundação da diocese, os restos mortais de Luis Tola y Avilés, o primeiro bispo da diocese, e de Isidoro Barriga Farías, que foi bispo auxiliar de Guayaquil, foram transferidos de Guayaquil. Na catedral foi celebrada uma missa solene para receber os restos mortais, presidida por Voltolini, com a participação do então arcebispo de Guayaquil, Antonio Arregui Yarza, e seus respectivos bispos auxiliares.
Devido ao terremoto de 2016 no Equador, a catedral sofreu danos estruturais e suas torres tiveram que ser reconstruídas.

## Prelados
|                          | Nome                              | Período    | Notas                          |
| Arcebispos               | Arcebispos                        | Arcebispos | Arcebispos                     |
| ------------------------ | --------------------------------- | ---------- | ------------------------------ |
| 3º                       | Eduardo José Castillo Pino        | 2019-      | Atual                          |
| 2º                       | Lorenzo Voltolini Esti            | 2007–2018  |                                |
| 1º                       | José Mario Ruiz Navas             | 1994–2007  |                                |
| Bispos-auxiliares        |                                   |            |                                |
|                          | Ramiro Alejandro Herrera Herrera  | 2024-      | Atual                          |
|                          | Vicente Horacio Saeteros Sierra   | 2020-2022  | Nomeado Bispo de Machala       |
|                          | Eduardo José Castillo Pino        | 2012-2019  | Elevado a Arcebispo            |
|                          | Lorenzo Voltolini Esti            | 1993-2007  | Elevado a Arcebispo            |
|                          | Luis Alfredo Carvajal Rosales     | 1955-1963  | Elevado a Bispo coadjutor      |
|                          | Francisco Ovidio Vera Intriago    | 1992-2014  |                                |
| Bispos                   |                                   |            |                                |
| 6º                       | José Mario Ruiz Navas             | 1989–1994  |                                |
| 5º                       | Luis Alfredo Carvajal Rosales     | 1967–1989  |                                |
| 4º                       | Nicanor Carlos Gavinales Chamorro | 1947–1967  |                                |
| 3º                       | Giovanni Maria Riesa, O.P.        | 1907–1912  | Nomeado Arcebispo de Guayaquil |
| 2º                       | Pietro Schumacher, C.M.           | 1885–1907  |                                |
| 1º                       | Luigi Tola                        | 1871-1884  |                                |
| Bispo-coadjutor          |                                   |            |                                |
|                          | Luis Alfredo Carvajal Rosales     | 1963-1967  |                                |
| Administrador Apostólico |                                   |            |                                |
|                          | Eduardo José Castillo Pino        | 2018-2019  |                                |